# Classe Majestic
A Classe Majestic foi uma classe de couraçados pré-dreadnought operada pela Marinha Real Britânica, composta pelo HMS Magnificent, HMS Majestic, HMS Prince George, HMS Victorious, HMS Jupiter, HMS Mars, HMS Hannibal, HMS Caesar e HMS Illustrious. A classe foi encomendada como parte de um programa que tinha a intenção de fortalecer a Marinha Real diante de seus principais rivais, a Marinha Nacional Francesa e a Marinha Imperial Russa. Seu projeto apresentou vários melhoramentos sobre classes anteriores, incluindo um armamento mais poderoso e melhor blindagem. A classe se tornou um marco no projeto de couraçados e foi copiada por várias marinhas estrangeiras.
Os couraçados da Classe Majestic eram armados com uma bateria principal composta por quatro canhões de 305 milímetros instalados em duas torres de artilharia duplas. Tinham um comprimento de fora a fora de 128 metros, boca de quase 23 metros, calado de oito metros e um deslocamento carregado de mais de dezesseis mil toneladas. Seus sistemas de propulsão eram compostos por oito caldeiras a carvão que alimentavam dois motores de tripla-expansão, que por sua vez giravam duas hélices até uma velocidade máxima de dezesseis nós (trinta quilômetros por hora). Os navios também tinham um cinturão principal de blindagem que tinha uma espessura máxima de 229 milímetros.
Os navios da classe tiveram início de carreira tranquilos e serviram principalmente no Canal da Mancha, mas também no Mar Mediterrâneo e Sudeste Asiático. Foram sendo colocados na reserva a partir de meados da década de 1900, mas trazidos de volta ao serviço depois do início da Primeira Guerra Mundial em 1914. Foram inicialmente usados para escoltar a Força Expedicionária Britânica até a França, com alguns também participando da Campanha de Galípoli em 1915, onde o Majestic foi afundado. As embarcações foram novamente sendo tiradas de serviço, desarmadas e usadas em funções secundárias como depósitos e navios de reparo. Eles foram desmontados entre 1920 e 1923.

## Desenvolvimento
O contra-almirante John Fisher, o Controlador da Marinha Real Britânica, emitiu em 1891 um pedido para um novo projeto de couraçado baseado na predecessora Classe Royal Sovereign, mas que incorporasse o recém projetado canhão de 305 milímetros e blindagem Harvey, que era significativamente mais resistente do que blindagem composta. William Henry White, o Diretor de Construção Naval, preparou um projeto preliminar de 12,7 mil toneladas armado com quatro canhões de 305 milímetros e protegido por um cinturão de blindagem de 229 milímetros de espessura. O projeto foi apresentado ao Conselho do Almirantado Britânico em 27 de janeiro de 1892. A maior resistência da blindagem Harvey permitiu que o mesmo nível de proteção dos navios anteriores fosse mantido ao mesmo tempo que a quantidade geral de blindagem fosse diminuída, reduzindo significativamente o peso. Consequentemente, o esquema de proteção desse projeto era mais compreensivo do que o da Classe Royal Sovereign, ao mesmo tempo que minimizava o aumento de deslocamento. Isto permitiu que uma proteção blindada completa fosse adicionada para os canhões principais.
O conselho aprovou o projeto com a intenção de iniciar a construção de três navios sob o Programa Naval de 1892, mas os trabalhos no canhão de 305 milímetros demoraram mais do o esperado, assim as obras foram adiadas para o programa do ano seguinte. Nesta altura, aquele que seria o terceiro navio do que se tornaria a Classe Majestic tinha sido reprojetado como o couraçado de segunda classe HMS Renown, deixando apenas duas embarcações para serem construídas sob o Programa Naval de 1893. Entretanto, por volta de agosto de 1893 a percepção do público britânico tinha mudado a ponto de achar que a Marinha Real tinha perdido força diante de suas rivais tradicionais, a Marinha Nacional Francesa e a Marinha Imperial Russa. Desta forma, lorde John Spencer, 5.º Conde Spencer e Primeiro Lorde do Almirantado, propôs um grande plano de expansão naval que incluía mais sete novos couraçados com o objetivo de aplacar a opinião pública.
A Classe Majestic provou-se um marco para todos os couraçados pré-dreadnoughts sucessores. Apesar da predecessora Classe Royal Sovereign ter revolucionado e estabilizado o projeto de navios capitais britânicos ao introduzir um navio com borda livre alta com quatro canhões principais em montagens duplas à vante e à ré, foi a Classe Majestic que estabeleceu a bateria de 305 milímetros e iniciou a prática de montar coberturas blindadas sobre as barbetas; estas estruturas, apesar de bem diferentes das torres de artilharia anteriores que eram bem pesadas e circulares, acabaram ficando conhecidas como "torres de artilharia" também e isto se tornou o padrão de navios de guerra ao redor do mundo. A Classe Majestic foi a maior classe de couraçados construídos até então e a mais bem sucedida, com seu projeto tendo sido amplamente copiado.

## Projeto

### Características

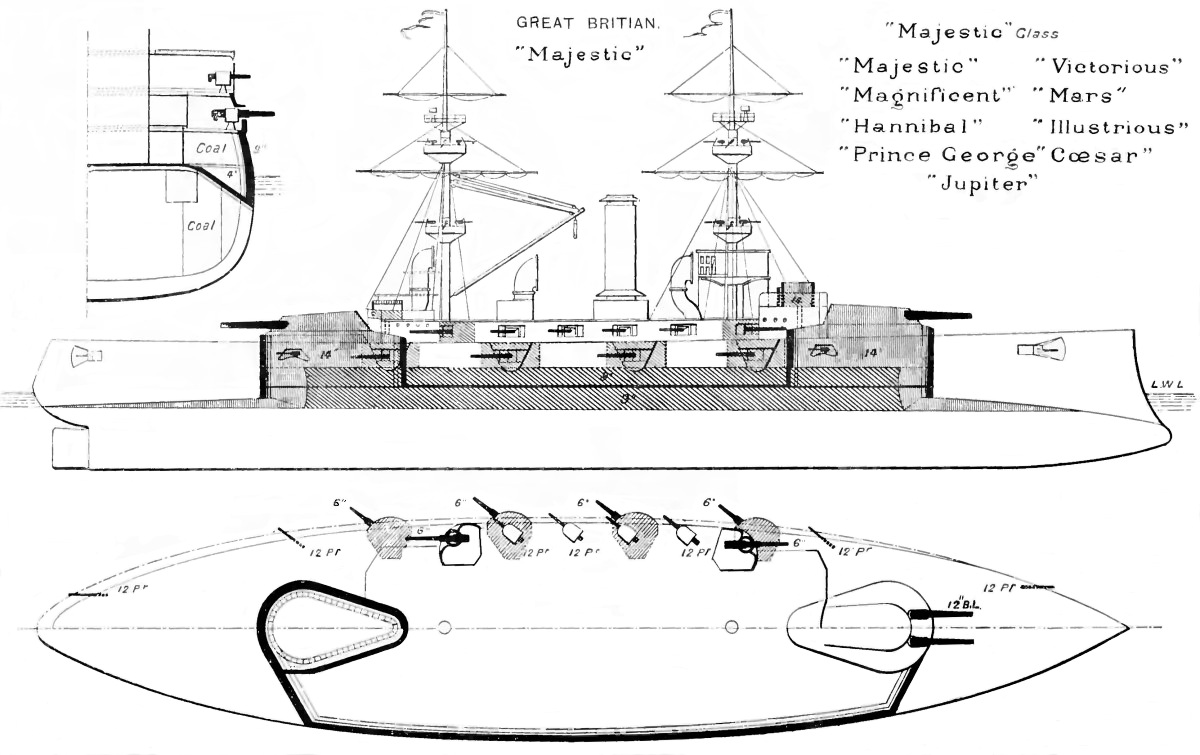
Desenho da Classe Majestic

A Classe Majestic tinha 118,8 metros de comprimento entre perpendiculares e 128,3 metros de comprimento de fora a fora, boca de 22,8 metros e calado de 8,2 metros. O deslocamento carregado era de 16 320 toneladas. Tinha uma borda livre de 7,6 metros à vante, 5,2 metros à meia-nau e 5,6 metros à ré. O casco era subdividido em 72 compartimentos estanques dentro da cidadela blindada e 78 fora. Um fundo duplo cobria boa parte do comprimento do casco. Os couraçados tinham dois mastros de poste, cada um com duas gáveas. Os navios, exceto o Hannibal, Caesar e Illustrious, foram construídos com um novo projeto em que a ponte de comando ficava ao redor da base do mastro de vante e à ré da torre de comando para impedir que uma ponte danificada ruísse ao redor da torre.
Foi considerado que os couraçados da classe tinham boa navegabilidade, muito por sua borda livre alta, tendo um balanço leve e boa manobrabilidade, porém sofriam de um alto consumo de combustível. Tinham uma altura metacêntrica transversal de 1,1 metro em carga plena. A tripulação ficava entre 672 e 794 oficiais e marinheiros, com estes números variando entre os navios e no decorrer de suas carreiras. Cada embarcação também levava uma variedade de barcos menores, geralmente incluindo três pinaças a vapor, um escaler a vapor de treze metros, dois cúteres de dez metros, duas baleeiras de 8,2 metros, três gigs entre 7,3 e 9,8 metros, um bote esquife de 4,9 metros e uma jangada de 4,11 metros. Os couraçados eram equipados com seis holofotes de 610 milímetros, quatro instalados na ponte de comando e um em cada mastro. Os nove navios receberam entre 1909 e 1910 telégrafos sem fio Tipo I.
Os testes marítimos do predecessor couraçado HMS Royal Sovereign revelaram que os motores poderiam parar de funcionar quando forçados a um nível elevado. Desta forma, a Classe Majestic foi projetada para alcançar a mesma velocidade máxima com um motor mais potente, dando aos engenheiros uma maior margem de segurança em velocidade máxima. O sistema de propulsão consistia em dois motores de tripla expansão com três cilindros, cada um girando uma hélice de quatro lâminas. O vapor para os motores vinha de oito caldeiras marítimas Scotch a carvão cuja exaustão era canalizada para duas chaminés colocadas lado a lado. A potência indicada normal era de 10,2 mil cavalos-vapor (7,5 mil quilowatts) para uma velocidade máxima de dezesseis nós (trinta quilômetros por hora). Forçando os motores a potência chegava a 12,1 mil cavalos-vapor (8,9 mil quilowatts) para dezessete nós. As embarcações receberam em 1908 novas caldeiras mistas de carvão e óleo combustível. Podiam carregar normalmente até 1,1 mil toneladas de carvão, com espaços adicionais permitindo que esse número crescesse para 1,9 mil toneladas. Espaço para quatrocentas a quinhentas toneladas de óleo combustível foram adicionados quando as novas caldeiras foram instaladas. A autonomia era de sete mil milhas náuticas (treze mil quilômetros) a uma velocidade de dez nós (dezenove quilômetros por hora).

### Armamento

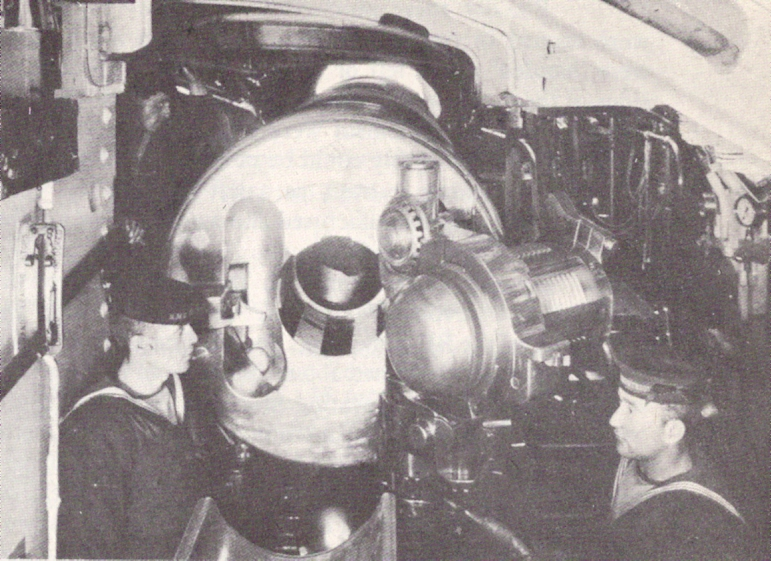
O interior de uma das torres de artilharia do Illustrious

Os couraçados da Classe Majestic tinham uma bateria principal de quatro canhões Marco VIII calibre 35 de 305 milímetros em duas torres de artilharia duplas, uma à vante e outra à ré. Foram os primeiros navios capitais britânicos armados com uma bateria de 305 milímetros desde a década de 1880. Este canhão era uma melhora significativa em relação às armas de 343 milímetros que tinham sido instaladas na Classe Royal Sovereign, tanto em termos balísticos quanto do próprio canhão, pois era bem mais leve. Disparavam projéteis de 390 quilogramas a uma velocidade de saída de 760 metros por segundo para um alcance máximo de 12,7 quilômetros.
As torres ficavam em cima de barbetas em formato de pêssego, exceto aquelas do Caesar e Illustrious, que eram circulares. As montagens BII dos primeiros sete couraçados permitiam que os canhões fossem recarregados em qualquer posição de rotação usando a munição mantida dentro da torre, mas esta precisava voltar para a linha central caso fosse necessário trazer mais munição dos depósitos, pois os guindastes de munição não giravam junto com a torre. As montagens BIII dos dois últimos membros da classe tinham guindastes giratórios e isto permitia recarregamento em qualquer ângulo de rotação. As duas montagens podiam abaixar as armas até cinco graus negativos e elevar até 13,5 graus. Quatro couraçados da classe foram desarmados durante a Primeira Guerra Mundial e esses canhões foram usados para armar os oito monitores da Classe Lord Clive. As duas torres do Illustrious foram posteriormente colocadas como baterias costeiras no rio Tyne.
A economia de peso na bateria principal permitiu que a Classe Majestic tivesse uma bateria secundária de doze canhões calibre 40 de 152 milímetros, um armamento maior do que em classes anteriores. As armas ficavam em casamatas em dois conveses à meia-nau. Disparavam projéteis de 45 quilogramas a uma velocidade de saída de 672 metros por segundo, tendo um alcance de 9,1 quilômetros a uma elevação de quinze graus. Também foram equipados com dezesseis canhões Marco I de 76 milímetros e doze canhões Marco I de quarenta milímetros para defesa contra barcos torpedeiros. Estas armas ficavam em uma variedade de montagens, incluindo casamatas, no teto das torres de artilharia e nas gáveas. Por fim, tinham cinco tubos de torpedo de 450 milímetros, quatro submersos no casco e um em lançador montado no convés da popa. Os torpedos foram produzidos pelo Arsenal Real de Woolwich e eram do modelo Marco IV, tendo uma ogiva de 91 quilogramas e um alcance de 690 metros a 27,5 nós (50,9 quilômetros por hora).

### Blindagem
O cinturão de blindagem da Classe Majestic tinha 229 milímetros de espessura de aço Harvey, com este novo material permitindo que fosse mais profundo e leve do que embarcações predecessoras. O cinturão tinha 67 metros de comprimento, com 1,68 metro ficando acima da linha de flutuação e 2,9 metros abaixo. O cinturão conectava-se por meio das barbetas à anteparas transversais nas suas extremidades, uma de 356 milímetros à vante e uma de 305 milímetros à ré. O convés blindado tinha 76 milímetros na parte central e laterais inclinadas de 102 milímetros que conectavam-se à extremidade inferior do cinturão. Este arranjo era para que qualquer projétil que penetrasse o cinturão também tivesse que passar pelo convés antes de chegar nas partes vitais dos navios. A espessura do convés reduzia para 64 milímetros em direção da proa e da popa.
As barbetas eram protegidas por 356 milímetros nas laterais expostas acima do convés blindado, enquanto a parte que ficava abaixo tinha 178 milímetros. As torres de artilharia tinham frentes de 254 milímetros, laterais de 140 milímetros, traseiras de cem milímetros e tetos de 51 milímetros. As casamatas da bateria secundária tinham 152 milímetros de espessura, com laterais e traseiras de 51 milímetros a fim de proteger os artilheiros de estilhaços. Um mantelete de 152 milímetros protegia o tubo de torpedo da popa. A torre de comando de vante tinha laterais de 356 milímetros, exceto a traseira, que era de 305 milímetros. A torre de comando de ré era protegida por laterais de 76 milímetros.

## Navios
| Navio         | Construtor                   | Batimento              | Lançamento             | Finalização            | Destino                           |
| ------------- | ---------------------------- | ---------------------- | ---------------------- | ---------------------- | --------------------------------- |
| Magnificent   | Estaleiro Real de Chatham    | 18 de dezembro de 1893 | 19 de dezembro de 1894 | 12 de dezembro de 1895 | Desmontado em 1922                |
| Majestic      | Estaleiro Real de Portsmouth | fevereiro de 1894      | 31 de janeiro de 1895  | dezembro de 1895       | Afundado em 27 de maio de 1915    |
| Prince George | Estaleiro Real de Portsmouth | 10 de setembro de 1894 | 22 de agosto de 1895   | 26 de novembro de 1896 | Afundou em 30 de dezembro de 1921 |
| Victorious    | Estaleiro Real de Chatham    | 28 de maio de 1894     | 19 de outubro de 1895  | 4 de novembro de 1896  | Desmontado em 1923                |
| Jupiter       | J & G Thomson                | 26 de abril de 1894    | 18 de novembro de 1895 | 8 de maio de 1897      | Desmontado em 1920                |
| Mars          | Laird Brothers               | 2 de junho de 1894     | 30 de março de 1896    | 8 de junho de 1897     | Desmontado em 1921                |
| Hannibal      | Estaleiro Real de Pembroke   | 1º de maio de 1895     | 28 de abril de 1896    | abril de 1898          | Desmontado em 1920                |
| Caesar        | Estaleiro Real de Portsmouth | 25 de março de 1895    | 12 de setembro de 1896 | 13 de janeiro de 1898  | Desmontado em 1922                |
| Illustrious   | Estaleiro Real de Chatham    | 11 de março de 1895    | 17 de setembro de 1896 | 15 de abril de 1898    | Desmontado em 1920                |

## Serviços

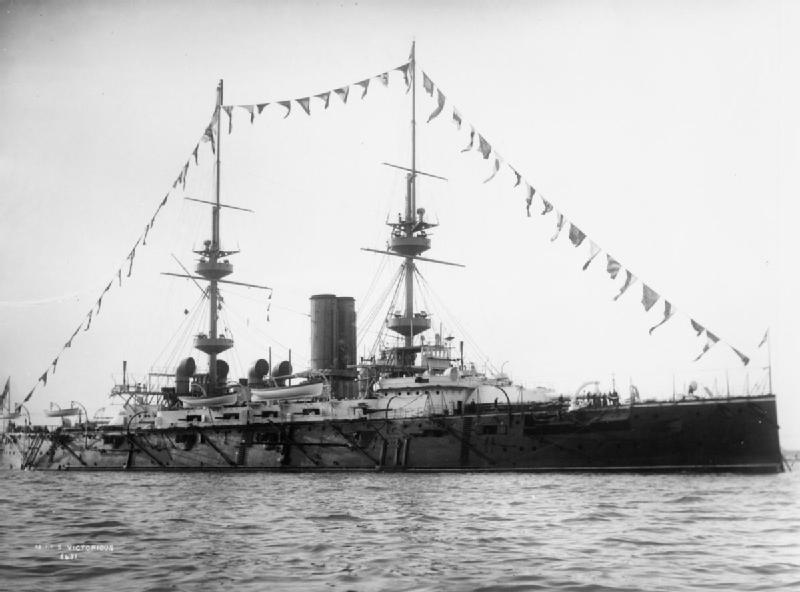
O Victorious em 1898

O Majestic, Magnificent, Jupiter, Mars, Prince George e Hannibal serviram na Frota do Canal ao entrarem em serviço, com o Magnificent como capitânia. Estiveram presentes em junho de 1897 para a celebração do jubileu de diamante da rainha Vitória e em agosto de 1902 para a revista naval de coroação do rei Eduardo VII, este último junto com o Hannibal. O Caesar e o Illustrious atuaram na Frota do Mediterrâneo, retornando para casa em 1903 e 1904, respectivamente, para se juntarem a seus outros irmãos na Frota do Canal. O Victorious brevemente serviu na Frota do Mediterrâneo em 1897 e então foi transferido no ano seguinte para o Sudeste Asiático, onde permaneceu até 1900. Depois disso atuou novamente no Mar Mediterrâneo de 1900 a 1903 e enquanto 1904 também foi colocado na Frota do Canal. O Majestic e o Magnificent foram colocados em 1907 na Divisão de Nore, enquanto na mesma época o Caesar, Victorious e Mars foram para a Divisão de Devonport e o Hannibal, Prince George, Jupiter e Illustrious para a Divisão de Portsmouth.
O Caesar foi colocado na 4ª Esquadra da Frota Doméstica em março de 1912, enquanto no mesmo ano o Majestic, Prince George e Illustrious foram designados para a 7ª Esquadra de Batalha. A Primeira Guerra Mundial começou em agosto de 1914 e o Caesar e o Jupiter também foram colocados na 7ª Esquadra de Batalha, que por sua vez foi designada para a Frota do Canal e encarregada de proteger a Força Expedicionária Britânica enquanto cruzava o Canal da Mancha até a França. O Hannibal, Mars, Magnificent e Victorious foram colocados na 9ª Esquadra de Batalha em Humber para protegerem o litoral britânico. O Illustrious foi usado como navio de guarda para a Grande Frota e inicialmente baseado em Loch Ewe.

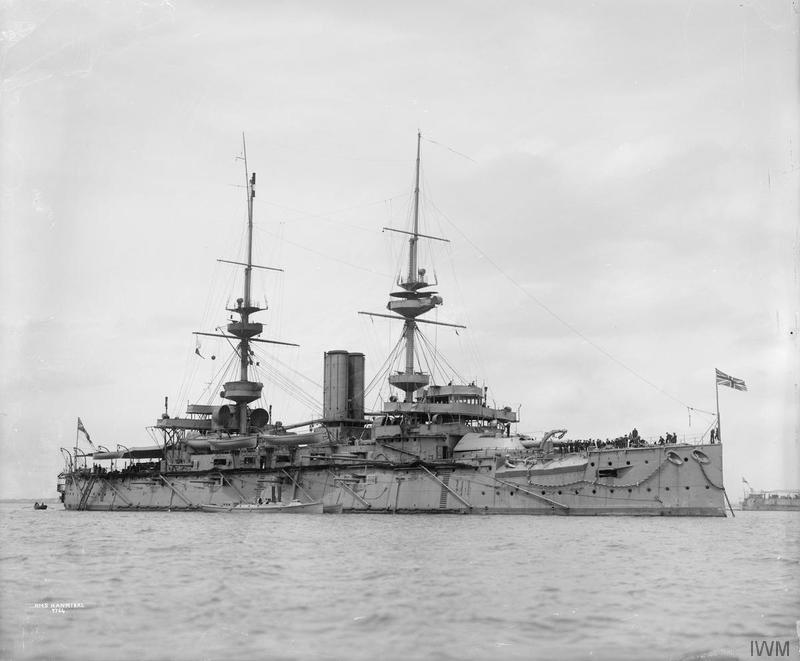
O Hannibal c. 1914–1915

O Majestic e o Prince George participaram em 1915 da Campanha de Galípoli contra o Império Otomano, bombardeando posições inimigas em Dardanelos até maio, quando o Majestic foi afundado pelo submarino alemão SM U-21. O Prince George na mesma época foi atingido por um projétil de uma bateria costeira otomana, necessitando reparos em Malta. O Hannibal, Magnificent, Victorious e Mars foram tirados de serviço no início de 1915 e tiveram seus canhões removidos para armar os monitores da Classe Lord Clive. O Illustrious também foi desarmado, com suas armas sendo colocadas em baterias costeiras. O Hannibal, Magnificent e Mars foram usados como navio de transporte de tropas para operações em Dardanelos. Esta campanha terminou no final de 1915 e o Hannibal ficou em Alexandria no Egito como depósito flutuante, enquanto o Magnificent e o Mars voltaram para casa e também foram usados como depósitos.
O Victorious foi convertido entre 1915 e 1916 em um navio de reparos, ficando baseado em Scapa Flow. O Jupiter foi para o Canal de Suez em meados de 1915 para patrulhas, retornando para casa no ano seguinte e sendo descomissionado. O Illustrious foi convertido em depósito em 1916 e colocado em Chatham, onde recebeu a companhia do Prince George, que foi convertido em um alojamento flutuante. O Caesar foi usado como navio de guarda entre dezembro de 1914 e setembro de 1918, primeiro em Gibraltar e depois na América do Norte e Caribe. Depois disso atuou na Esquadra do Adriático e na Esquadra do Egeu. Depois da guerra deu suporte para a intervenção dos Aliados na Guerra Civil Russa no Mar Negro como depósito, tendo sido o último pré-dreadnought britânico a servir no estrangeiro de alguma maneira.
O Hannibal e o Jupiter foram descartados em 1920 e desmontados, com o Illustrious tendo o mesmo destino alguns meses depois. O Caesar foi tirado de serviço em abril de 1920 e desmontado em 1922, já o Magnificent e Mars foram descartados em maio de 1921 e também desmontados. O Prince George foi descartado em setembro do mesmo ano, porém encalhou nos Países Baixos enquanto era rebocado para ser desmontado na Alemanha. O Victorious foi renomeado para Indus II em 1920 e desmontado em 1923.